# دارين بوتير
دارين مايكل بوتير (بالإنجليزية: Darren Michael Potter)‏ (21 ديسمبر 1984 بليفربول في إنجلترا - ) هو لاعب كرة قدم ذو أصول أيرلندية والمولود ب‍إنجلترا لعب في مركز الوسط. شارك مع منتخب جمهورية أيرلندا تحت 21 سنة لكرة القدم ومنتخب جمهورية أيرلندا لكرة القدم. أما مع النوادي، فقد لعب مع بلاكبيرن روفرز وشيفيلد وينزداي وميلتون كينز دونز ونادي إيفرتون ونادي ساوثهامبتون ونادي ليفربول ووولفرهامبتون واندررز.

## مسيرته الكروية
لعب دارين بوتير خلال مسيرته الاحترافية مع 7 أندية في ستة عشر موسمًا وسجل خلالها 18 هدفًا ضمن 422 مباراة. ولم يفز بأي موسم بالكأس أو بالدوري.
خاض دارين بوتير مسيرته مع نادي ليفربول في موسم 2004–05 لمدة موسم واحد، مشاركًا في مباراتين ولم يسجل أي هدف. ثم انتقل إلى نادي ساوثهامبتون في موسم 2005–06 لمدة موسم واحد، حيث شارك في 10 مباريات ولم يسجل أي هدف أيضًا. لينتقل بعدها إلى نادي وولفرهامبتون واندررز في موسم 2006–07 ولمدة موسمين، مشاركًا في 56 مباراة ولم يسجل أي هدف أيضًا. ثم انتقل إلى نادي شيفيلد وينزداي في موسم 2008–09 واستمر معه طيلة ثلاثة مواسم، مشاركًا في 96 مباراة سجل خلالها 8 أهداف. هذا وانتقل لاحقًا إلى نادي ميلتون كينز دونز في موسم 2011–12 ليلعب معه ستة مواسم، مشاركًا في 229 مباراة سجل خلالها 10 أهداف. ثم انتقل بعدها إلى نادي روذرهام يونايتد في موسم 2017–18 ولمدة موسمين، مشاركًا في 17 مباراة ولم يسجل أي هدف. ليعود وينتقل من جديد، لكن هذه المرة إلى نادي ترانمير روفرز في موسم 2019–20 لمدة موسم واحد، مشاركًا في 12 مباراة ولم يسجل أي هدف أيضًا.

## وصلات خارجية
- دارين بوتير على موقع الاتحاد الأوربي (الإنجليزية)
- دارين بوتير على موقع قاعدة بيانات كرة القدم.إي يو (الإنجليزية)
- دارين بوتير على موقع ناشيونال فوتبول تيمز (الإنجليزية)
- دارين بوتير على موقع Soccerbase.com (لاعب) (الإنجليزية)
- دارين بوتير على موقع Soccerway.com (الإنجليزية)
- دارين بوتير على موقع عالم كرة القدم.نت (الإنجليزية)